# Tuvok
Tuvok je lik iz Zvjezdanih staza: Voyager. Glumi ga Tim Russ.

## Lik Tuvoka
Tuvok je rođen 2264. u vulkanskoj lunarnoj koloniji. 2282. započinje ritual Tal'oth koji zahtijeva od mladog Vulkanca da preživi 4 mjeseca sam u pustinji koristeći samo ritualni nož.
S 25 godina prijavio se u Flotu, te nakon što je diplomirao dodijeljen je na USS Excelsior kao mlađi znanstveni časnik pod zapovjedništvom kapetana Hikarua Sulua. Sudjelovao je u spašavanju kapetana Kirka iz klingonske kaznene kolonije Rura Penthe. Tijekom borbe jedan od pripadnika posade umire mu na rukama te mu prenosi virus koji se maskira kao potisnuto sjećanje. Na Excelsioru dolazi u sukob s kapetanom Suluom, nakon što je pokušao spasiti prijatelje i time prekršio izravnu zapovijed. Shvaća da se ne može tako lako prilagoditi Floti te odstupa iz službe i vraća se na Vulkan. Po povratku započinje obred Kolinahr čiji je cilj čišćenje od svih emocija.
Godine 2304. godine oženio s T'Pel i proveo mirnih 45 godina na Vulkanu. Prvi Tuvokov sin bio je Sek. Ukupno ima tri sina i jednu kćer. Kada su Sek i njegova žena T'Meni dobili dijete 2374. godine dobiva i unuče.
2343. godine se vratio u Flotu i služio je kao zastavnik na Wyomingu.
Tuvok je prvi put upoznao Kathryn Janeway 2363. godine. Iako ju je kritizirao pred tri admirala, jer nije pravilno izvršavala dane joj zapovijedi tijekom njezinog prvog zapovijedanja brodom, postaju prijatelji. Sredinom 2360-ih, Tuvok je privremeno služio na postaji Jupiter, gdje je često pisao Kathryn Janeway. Kasnije biva dodijeljen na USS Voyager pod zapovjedništvom Janeway, gdje služi kao časnik osiguranja i taktički časnik. Dok je služio na toj dužnosti morao je infiltrirati Makije. Njihov brod, zajedno s Voyagerom, biva odvučen u Delta kvadrant od Skrbnika (eng. Caretaker). Nakon toga Tuvok se vraća na službu na Voyager. Ne slaže se s odlukom kapetanice u odabiru Chakotaya kao prvog časnika.Iste je godine pripadnik vrste Komara zaposjeo Tuvoka i pokušao dovesti Voyager u maglicu od tamne tvari kako bi Komari mogli izvući iz posade neuralnu energiju. Pokušaj nije uspio, a tuđinac je napustio Tuvokovo tijelo.
2372. godine nezgoda za vrijeme teleportiranja, spojila je Tuvoka i Neelixa u Tuvixa. Tuvix je posjedovao pamćenje obojice i bio je mješavina njihovih osobnosti i pponašanja. Nakon mjesec dana Doktor je otkrio način kako da vrati Tuvoka i Neelixa u njihov pravi izgled.
Bio je izoliran od ostatka posade dok je služio na Voyageru, te je rijetko sudjelovao u društvenim aktivnostima. Tijekom zadnjih godina na Voyageru postao je bliskiji s Harryjem Kimom, pokušavao ga je naučiti vulkanskoj kontroli emocija, te su njih dvojica postali redoviti suigrači kal-toha. Također je razvio i neki stupanj prijateljstva s Neelixom. Također je za njega zaplesao kada je ovaj napuštao Voyager.
2377. javljaju se prvi simptomi degenerativne neurološke bolesti, za čije je liječenje potreban spoj umova s genetski kompatibilnim Vulkancem.
Voyager se uspješno vraća u Alfa kvadrant, koristeći Borgovski portal. Nedugo nakon toga Tuvok biva izliječen.

## Vanjske poveznice
- Star Trek: Voyager  Arhivirana inačica izvorne stranice od 15. srpnja 2010. (Wayback Machine)
- Tuvok IMDB web stranica  Arhivirana inačica izvorne stranice od 19. veljače 2008. (Wayback Machine)
- Tim Russova web stranica  Arhivirana inačica izvorne stranice od 15. travnja 2008. (Wayback Machine)